# 霍利 (加利福尼亞州)
霍利（英語：Hawley）是位於美國加利福尼亞州普盧默斯縣的一個非建制地區。該地的面積和人口皆未知。

## 地理
霍利的座標為39°48′39″N 120°21′18″W / 39.81083°N 120.35500°W，而該地的平均海拔高度為1488米（即4882英尺）。